# Saint-Léger (Mayenne)
Saint-Léger település Franciaországban, Mayenne megyében. Lakosainak száma 323 fő (2022. január 1.). Saint-Léger La Chapelle-Rainsouin, Livet, Vaiges, Sainte-Suzanne-et-Chammes, Évron és Blandouet-Saint Jean községekkel határos.

## Népesség
A település népessége az elmúlt években az alábbi módon változott:
| Lakosok száma | 267  | 223  | 218  | 239  | 301  | 309  | 308  | 311  | 312  | 323  |
|               | 1968 | 1982 | 1990 | 2006 | 2013 | 2015 | 2017 | 2019 | 2020 | 2022 |